# 以色列沿海平原
以色列沿海平原（羅馬化：Mishor HaḤof）是指位於以色列地中海沿岸一帶的平原地區。以色列沿海平原總長度達187公里，共可劃分為四個部分。平原擁有眾多沙灘，在氣候上則屬於地中海氣候。以色列沿海平原是以色列國內較適宜開展農業的地區。 約有57%的以色列人居住在沿海平原，並且多集中在特拉維夫都會區和海法都會區。同時沿海平原也是以色列猶太人人口比例較高的地區，這裡的432萬人口中，420萬人是猶太人。